# Daurische kauw
De Daurische kauw (Coloeus dauuricus) is een zangvogel uit de familie Corvidae (kraaien). De Daurische kauw is nauw verwant aan de West-Europese kauw.

## Verspreiding en leefgebied
De soort komt voor van westelijk China, Mongolië en zuidoostelijk Rusland tot zuidelijk China.

## Status
De grootte van de populatie is niet gekwantificeerd maar de soort wordt omschreven als plaatselijk vrij algemeen. Op de Rode lijst van de IUCN heeft deze soort de status niet bedreigd.